# Ganden Ling
Pour les articles homonymes, voir Ganden et Ling.
L'institut Gandèn Ling (tibétain : དགའ་ལྡན་གླིང, Wylie : dga' ldan gling, THL : Ganden Ling) est un centre de l'école gelugpa du bouddhisme tibétain située à Veneux-les-Sablons, à proximité de Fontainebleau. Fondé par Dagpo Rimpotché en 1978, il est reconnu comme congrégation depuis 1995. 

## Localisation
L'institut Gandèn Ling est situé dans le village de Veneux-les-Sablons en Seine et Marne, dans un cadre tranquille et arborescent. Il comporte notamment 2 maisons ordinaires et un grand jardin. Dagpo Rinpoché réside dans ce centre. Des retraitants peuvent y être hébergés. 

## Histoire

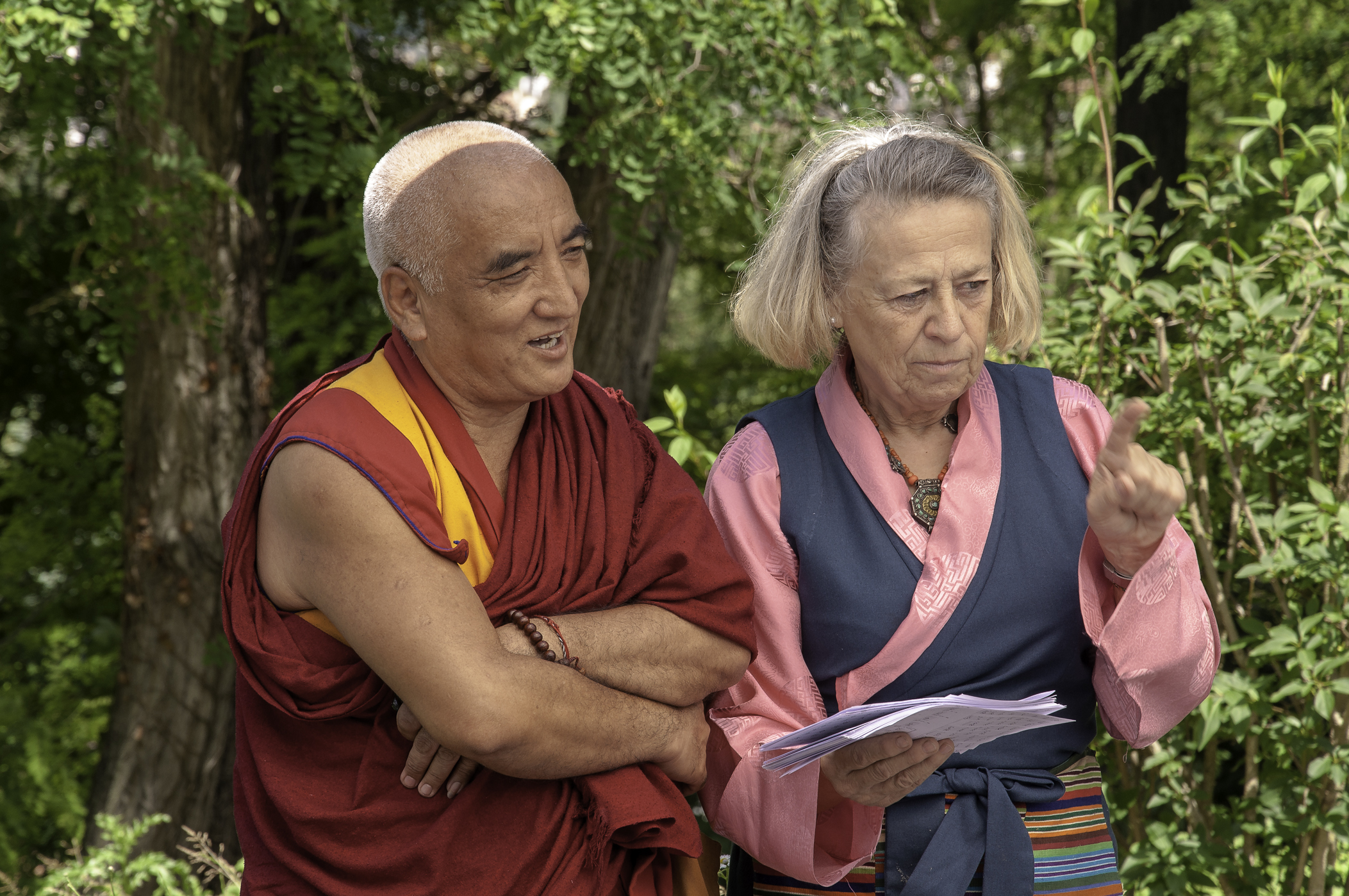
La leçon de tibétain avec Guéshé Thupten Tenpa à Veneux-les-Sablons

L'institut est fondé en 1978 par Dagpo Rimpotché, le premier lama tibétain à se rendre en France en 1960. L'institut prodigue un enseignement de l'école gelugpa du bouddhisme tibétain.
En 1992, Gandèn Ling s'installe à Veneux-les-Sablons.
En 1995, l'institut est reconnu par le gouvernement français comme congrégation, la première d'obédience gelugpa en France.
En 2005, le temple Yiga Tcheudzine （'ཡིད་དགའ་ཆོས་འཛིན' La joie de pratiquer le dharma）est inauguré. 
En 2008, le 14e dalaï-lama visite l'institut Gandèn Ling. 
En 2019, le centre, à l'occasion de ses portes ouvertes, est présenté par Sandrine Colombo pour Sagesses bouddhistes lors de l'émission religieuse Les Chemins de la foi intitulée Laïcité : je t'aime, moi non plus !.

## Activités

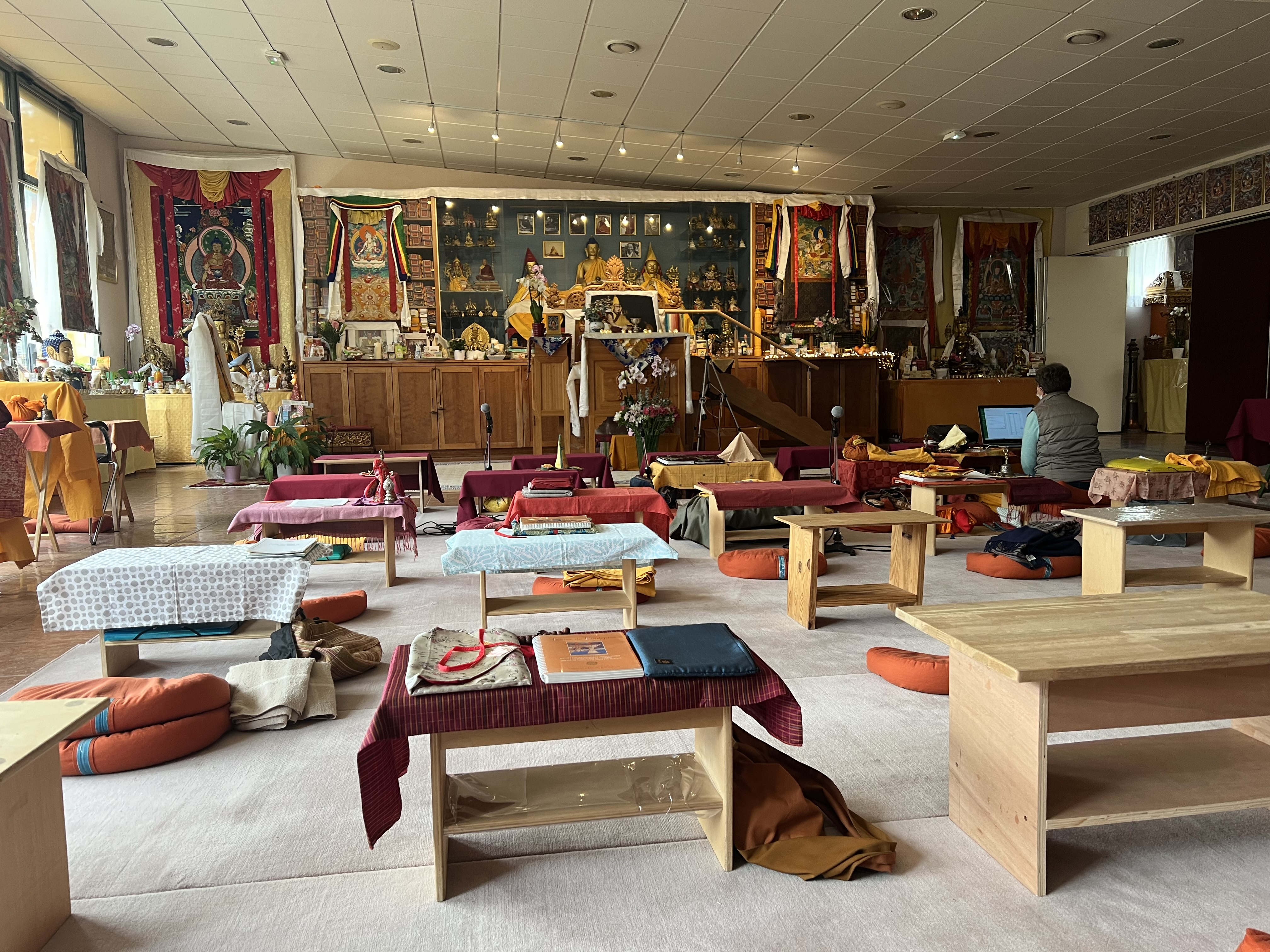
La salle de prière du Temple Yiga Tcheudzine de l'Institut Gandèn Ling

A l'institut Gandèn Ling, des enseignements sont données, et des pratiques régulières sont réalisées. L'institut organise également des weekends et des semaines de retraites spirituelles, et coordonne des aides sociales pour des réfugiés tibétains en Inde. 
Entre 100 et 200 personnes peuvent assister aux enseignements.